# Limnebius alibeii
Limnebius alibeii är en skalbaggsart som beskrevs av Hernando, Aguilera och Ignacio Ribera 1999. Limnebius alibeii ingår i släktet Limnebius och familjen vattenbrynsbaggar. Inga underarter finns listade i Catalogue of Life.